# 同文館
同文館（どうぶんかん）は、清末の洋務運動期に成立した、ヨーロッパ言語の教育を主とした渉外要員養成機関。分校である広方言館 (上海) 、方言館 (広東) に対して、京師同文館とも称された。
1862年、恭親王奕訢の建議で設立された。外交事務にあたって外国語ができる人材の育成を目的としていた。制度上は総理各国事務衙門の管轄下に置かれた。成立直後は、英語・仏語・露語の教授を宣教師たちに依頼していた。その後、独語・日本語・天文学・数学・化学・医学・工学・西洋史・国際法の専攻が追加された。
1867年、徐継畬が担当大臣に任命され、同文館の発展は軌道に乗るようになる。1864年からアメリカ人宣教師ウィリアム・マーティン（丁韙良）が教授に就任していたが、1869年には校長となり、マーティンのもとで教育課程が整備された。教育課程は8年間で、最初の3年間は語学を学び、残りの5年間で各専攻に分かれるというものであった。1879年の時点では、163人の学生がおり、英語、フランス語、数学を専攻する学生が多かった。
著名な教員に数学者の李善蘭、科学者の徐寿などがいた。
同文館には教育機関の他、翻訳作業も行い、1873年には出版会を開いた。これは中国で最も早い大学出版会であり、『万国公法』など数多くの本を翻訳して出版した。
1900年、義和団の乱で閉鎖。結局1902年に同文館は京師大学堂（現在の北京大学）に吸収された。1903年、同大学堂の「訳学館」と改称し、英・露・仏・独・日の五か国語専科として開学。